# Gateshead FC
Gateshead FC är en engelsk fotbollsklubb i Gateshead, grundad 1977. Hemmamatcherna spelas på Gateshead International Stadium. Smeknamnen är The Tynesiders och The Heed.
Många betraktar klubben som en efterföljare till Gateshead AFC, som spelade i The Football League mellan 1930 och 1960 men som tvingades till likvidation 1973.

## Historia

### Föregångare
Historien om fotboll i Gateshead är en fragmenterad historia med många olika klubbar som tagit stadens namn. Den första bekräftade klubben Gateshead North Eastern Railway FC bildades 1889 och man var med och bildade Northern Football Alliance 1890. En annan klubb, Gateshead Town FC, gick med i Northern Football Alliance 1905 för att sedan byta till North Eastern League 1911; samma år blev klubben professionell och drog mycket publik. Efter några kämpiga säsonger beslöt man sig för att inte återbilda klubben efter första världskriget. 1919 var det dags för en ny Gateshead-klubb, från början kallad Close Works men senare omdöpt till Gateshead Town FC. De spelade också i Northern Football Alliance och höll på i fem år innan de lade ned verksamheten 1924.
Under sex år fanns det därefter ingen fotbollsklubb i staden, men så flyttade The Football League-klubben South Shields FC från South Shields till Gateshead. Klubben hade dålig ekonomi och hoppades kunna förbättra den i en ny stad och valde Gateshead då kommunstyrelsen var väldigt entusiastisk. En ny arena, Redheugh Park, byggdes och i augusti 1930 vann Gateshead AFC över Doncaster Rovers med 2–1 inför en publik på 15 545.
Gateshead AFC spelade sedan i de lägre divisionerna av The Football League tills de blev utröstade ur ligan 1960. 1968 var klubben med och bildade Northern Premier League (NPL), men 1970 hamnade man sist och ramlade ur. Man spelade sedan ett år i Wearside League med ökade finansiella problem och tvingades lämna sin arena och flytta till Gateshead Youth Stadium. De spelade sedan två år i Midland League på den nya arenan, men ekonomin blev inte bättre och man tvingades till likvidation 1973.
Ett tredje Gateshead Town FC dök upp och spelade en säsong i Northern Combination League. Sedan var det dags för ett återupplivat South Shields FC igen. De döpte om sig till Gateshead United FC och spelade tre säsonger i NPL innan de lade ned verksamheten 1977.

### Nuvarande klubben
Ett återupplivat Gateshead FC fick ta över Uniteds plats i NPL 1977. Youth Stadium hade nu renoverats och döpts om till Gateshead International Stadium. Med både en "ny" arena och styrelse gjorde Gateshead äntligen framsteg och 1983 vann man NPL och avancerade uppåt i systemet till Alliance Premier League. Man åkte sedan jojo fram och tillbaka under några år mellan de båda ligorna innan man 1990 etablerade sig i Football Conference, som den högre ligan bytt namn till, där man sedan spelade till 1998 då man kom på näst sista plats och flyttades ned i NPL:s Premier Division. Efter fem säsonger där åkte klubben ned ännu en nivå till NPL:s First Division, där man spelade säsongen 2003/04. Tack vare att seriesystemet gjordes om efter den säsongen räckte en sjätteplats för att gå direkt tillbaka upp till Premier Division.
Säsongen 2007/08 kom Gateshead trea och vann sedan kvalet till Conference North. Där kom man genast tvåa och vann återigen kvalspelet, vilket ledde till uppflyttning till Conference Premier. Säsongen 2013/14 nådde klubben sin bästa ligaplacering dittills med en tredjeplats och i kvalet till League Two gick man ända till finalen på Wembley, där man dock föll mot Cambridge United med 1–2.

## Meriter

### Liga
- National League eller motsvarande (nivå 5): 3:a 2013/14 (bästa ligaplacering)
- Northern Premier League Premier Division: Mästare 1982/83, 1985/86